# Sabine Waschke

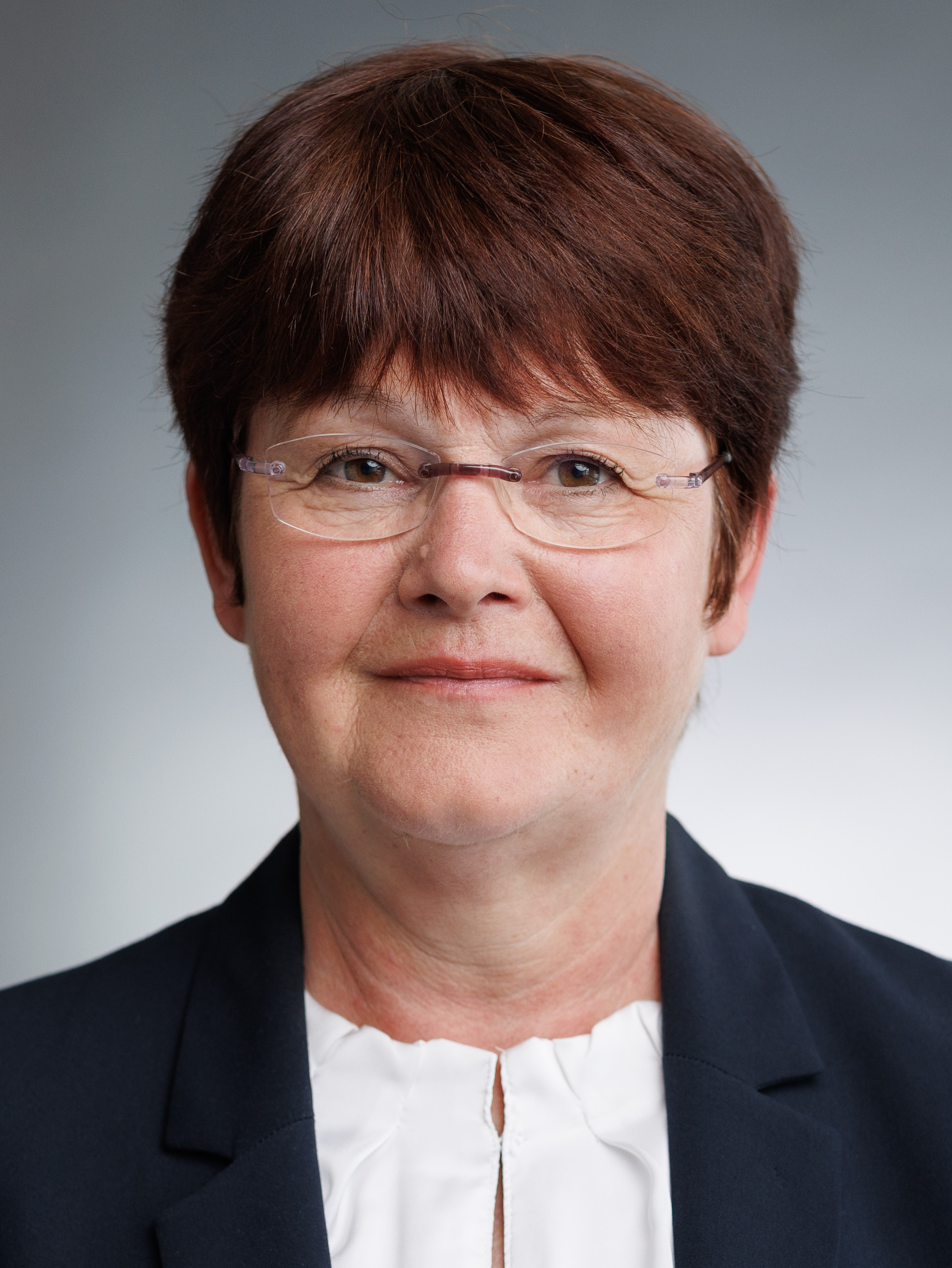
Sabine Waschke (2022).

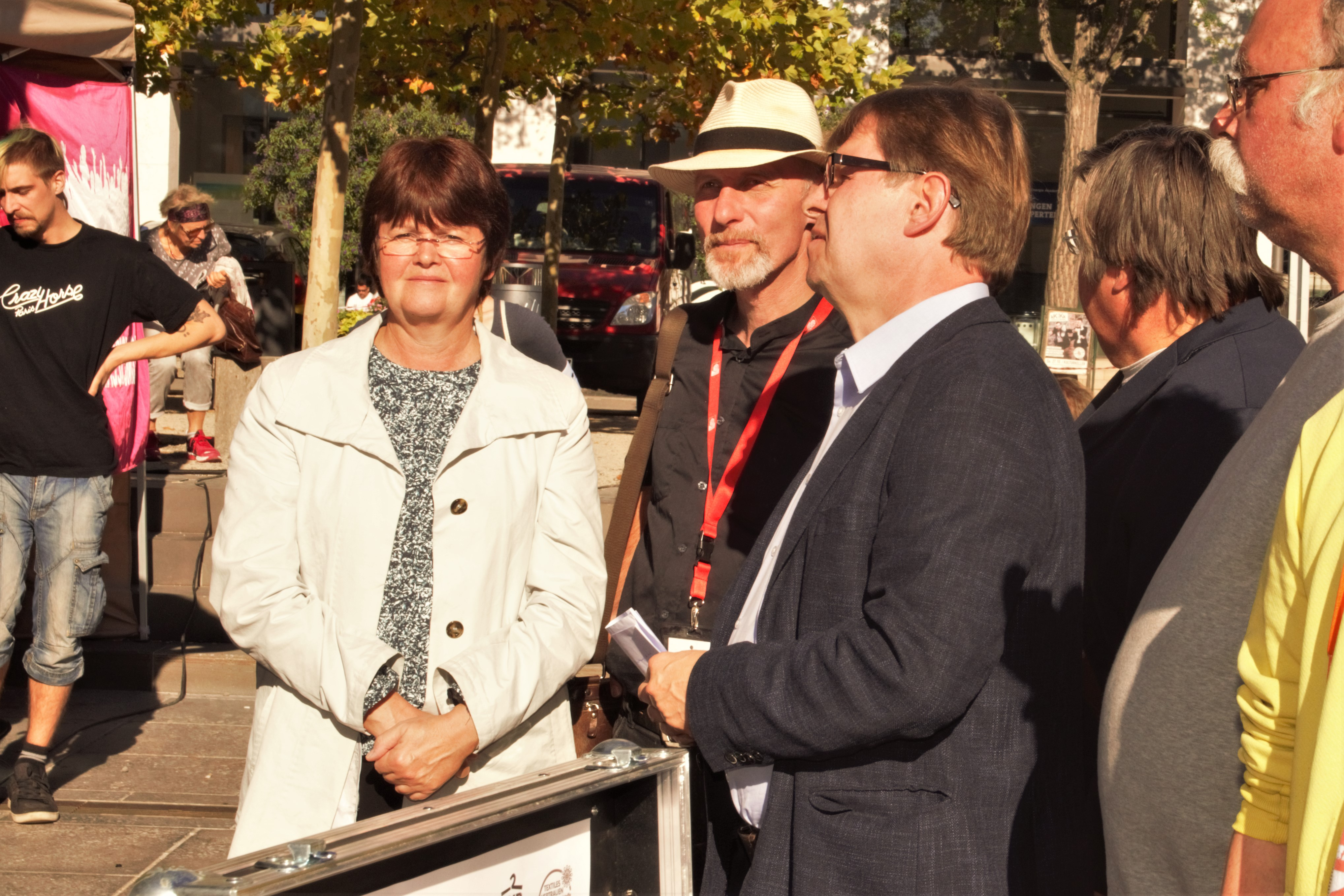
Sabine Waschke und Ralf Stegner bei „Wir sind mehr“ in Fulda (2018)

Sabine Waschke (* 24. April 1959 in Schlüchtern) ist eine hessische Politikerin (SPD). Sie war von 2003 bis 2024 Abgeordnete des Hessischen Landtags.

## Leben und Beruf
Nach dem Abitur im Jahr 1978 machte Frau Waschke von 1978 bis 1980 eine Ausbildung zur Handelsfachwirtin. Sie ist verheiratet und hat zwei Kinder.

## Politik
Sabine Waschke ist Mitglied der SPD und war Vorsitzende des SPD-Unterbezirks Fulda.
Sie war Mitglied des Kreistages des Landkreises Fulda und dort zeitweise stellvertretende Vorsitzende der SPD-Kreistagsfraktion.
Im hessischen Landtag war von 2003 bis 2024 Abgeordnete im Hessischen Landtag und Mitglied in der Enquetekommission Demographischer Wandel, dem Innenausschuss, dem Petitionsausschuss und der Härtefallkommission beim Hessischen Minister des Innern und für Sport. Seit 2008 gehört sie dem Ausschuss für Umwelt, ländlichen Raum und Verbraucherschutz und dem Ausschuss für Wirtschaft und Verkehr. Für die SPD-Fraktion war sie Sprecherin für Fremdenverkehrspolitik und für Landwirtschaftspolitik.
Waschke war bis 2012 Vorsitzende des Ortsverbandes Fulda des Deutschen Kinderschutzbundes.
Bei der Landtagswahl in Hessen 2013 trat sie im Wahlkreis Fulda II an. Hier unterlag sie gegen Markus Meysner. Ihr gelang jedoch der Einzug in den Landtag über einen Listenplatz der Partei.
Auch bei der Landtagswahl in Hessen 2018 konnte sie das Direktmandat nicht erringen und zog über die Landesliste in den Landtag ein.
Bei der Landtagswahl 2023 erhielt Waschke kein Mandat mehr und schied somit im Januar 2024 aus dem Landtag aus.